# Quizu Yupanqui

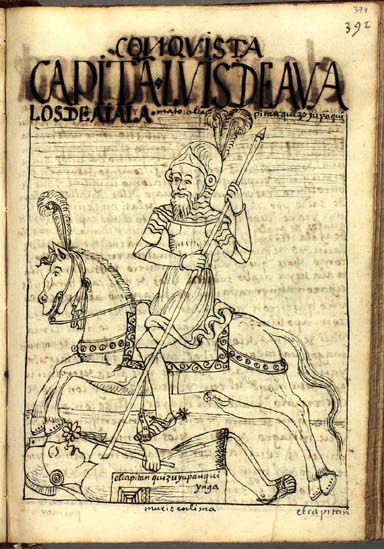
La morte di Quizu Yupanqui

Quizu Yupanqui (... – Lima, 24 agosto 1536) fu il comandante in capo delle forze dislocate da Manco II nella zona di Lima durante la guerra di Riconquista che gli Inca intrapresero nel tentativo di scacciare gli invasori spagnoli dai loro antichi domini.

## Origini
Il suo nome è stato variamente riportato ed alcuni cronisti lo trascrivono come Quizu, Kusi o Tey, ma tutti sono d'accordo per identificare con questi nomi il più prestigioso dei generali inca e il responsabile della campagna di Lima.
Quizu Yupanqui apparteneva alla più alta nobiltà del Cuzco. Era figlio di Túpac Yupanqui e fratello di Huayna Cápac. Come tale era zio del sovrano Manco e occupava il posto di rilievo che gli era stato affidato per diritto di nascita. Aveva però delle innate doti di stratega ed era stata proprio questa qualità a raccomandarlo per il comando degli eserciti del Nord.
Il nuovo comandante aveva iniziato le sue operazioni facendo piazza pulita degli Spagnoli che ancora si trovavano fuori di Lima. Sotto i suoi colpi erano caduti tutti i coloni isolati e le guarnigioni periferiche. Parimenti aveva compiuto delle azioni di rappresaglia verso le tribù che avevano solidarizzato con gli europei, convincendo anche i più riottosi a schierarsi ai suoi ordini.

## Capacità militari
Quizu aveva studiato la strategia degli Spagnoli ed aveva compreso che la forza della cavalleria era imbattibile quando le si consentiva di dispiegarsi in cariche travolgenti, per cui aveva evitato di confrontarsi, in pianura, con gli squadroni montati.
Era però tutta un'altra cosa quando lo scontro si svolgeva nei passi dirupati delle Ande dove i cavalli non potevano galoppare ed erano più un impiccio che un aiuto. Controllando tutti i valichi, tra Lima ed il Cuzco, le armate indigene ai suoi ordini avevano sorpreso diverse colonne inviate in aiuto agli Spagnoli assediati nell'antica capitale dell'impero andino.
La tattica adottata da Quizu Yupanqui era semplice: le colonne spagnole, una volta avvistate, erano lasciate proseguire fino a trovarsi in qualche gola scoscesa ed allora avveniva l'attacco.  Gli Inca bloccavano l'entrata e l'uscita della gola, poi colpivano i loro nemici dall'alto delle creste rovesciando loro addosso una valanga di pietre e, solo quando li avevano resi a mal partito, scendevano per finirli.

## Guerra sulle Ande
A fare le spese di queste azioni erano stati diversi contingenti spagnoli. Il primo a soccombere era stato quello di Gonzalo de Tapia, un cognato di Francisco Pizarro che al comando di settanta uomini e numerosi ausiliari indigeni aveva tentato di raggiungere il Cuzco. Sorpreso dopo il guado di un fiume era stato massacrato assieme a tutti i suoi uomini e nessuno era sopravvissuto.
Un'altra colonna, comandata questa volta da Diego Pizarro, un nipote del Governatore, forte anch'essa di settanta uomini, aveva subito la stessa sorte al passaggio di un altro fiume.
Il presidio di Jauja era pericolante, difeso com'era da pochi uomini e Pizarro aveva pensato di rafforzarlo inviando Alonso de Gaete con trenta cavalieri. Per appoggiare l'azione militare con una misura politica aveva, in tutta fretta, nominato “Sapa Inca”” un fratello di Manco di nome Cusi Rimache e lo aveva inviato con Gaete a prendere possesso della zona. Il nuovo sovrano fantoccio si era però dileguato appena giunto nel territorio controllato da Quizu ed aveva raggiunto i suoi, schierandosi con Manco. Gaete era rimasto a far fronte agli avversari, ma era sparito nel turbine della lotta. Con lui era stato annientato anche tutto il presidio di Jauja sorpreso e travolto nel sonno.
Un altro capitano, Francisco de Godoy, era giunto per dare man forte con altri trenta soldati, ma aveva fatto appena in tempo a tornare in tutta fretta a Lima, portando con sé due uomini che erano i soli superstiti della guarnigione di Jauja e della compagnia di Gaete.
Frattanto un altro contingente, comandato da Morgovejo de Quiñones aveva subito la medesima sorte.  Aveva iniziato le sue operazioni con esemplare ferocia, massacrando per rappresaglia ventisette anziani del villaggio di Parcos.  Morgovejo credeva con questo spietato esempio di aver domato l'insurrezione, ma dovette ben presto ricredersi quando, attraversando una gola, si trovò alle prese con gli indigeni inferociti. Gli Spagnoli si trovarono a lottare per la vita e furono obbligati a cercare la salvezza risalendo la gola sotto una tempesta di proiettili. Pochi di loro riuscirono a raggiungere la cresta e Morgovejo non era con loro. Caduto da cavallo, si era rotto un femore e aveva dovuto attendere l'arrivo dei suoi implacabili inseguitori. I suoi uomini, più attenti alla salvezza che al senso dell'onore, lo avevano abbandonato e con lui era rimasto solo un umile servo che si era sacrificato in un esemplare impulso di fedeltà.

## L'attacco a Lima
L'artefice di questi trionfi, il generale Quizu Yupanqui si godette a lungo il meritato trionfo in attesa di ulteriori disposizioni da parte del suo signore. Gli ordini gli arrivarono assieme ai più alti riconoscimenti che la civiltà inca potesse concepire. Manco gli inviò una Ñusta, ovvero una principessa, di squisita bellezza, perché ne facesse la sua sposa e, insieme alla dama,  alcune portantine, dette "ande", perché, da allora in poi, approfittasse di questo segno di maestà solitamente riservato ai monarchi.
Le disposizioni operative contemplavano, invece, un attacco diretto a Lima con l'ordine di uccidere tutti gli Spagnoli, tranne Pizarro che doveva essere catturato e condotto vivo di fronte al sovrano inca.
Lima si trovava in pianura e non poteva essere attaccata senza affrontare la temuta cavalleria, per cui Quizu ritenne saggio di raccogliere quante più truppe poteva per supplire col numero alla forza tattica delle truppe a cavallo. La maggior parte delle tribù inviarono loro contingenti, ma alcune tergiversarono per studiare l'esito della lotta e schierarsi soltanto quando fosse chiaro chi era il vincitore.
Quando l'esercito raggiunse una consistenza di qualche decina di migliaia di uomini, Quizu scese nella pianura e, come previsto, si trovò subito alle prese con una accanita carica dei cavalleggeri spagnoli. Ancora una volta le corazze e le spade d'acciaio brandite dall'alto delle cavalcature fecero la differenza, ma, seppur vincitori, gli Spagnoli non riuscirono a disperdere l'avversario.
A prezzo di alcune perdite, l'esercito di Quizu mantenne la sua compattezza e occupò le alture prospicienti la città fortificandole e rendendole inaccessibili. Gli Spagnoli dovettero rientrare in città, con un morto e alcuni feriti, tra cui lo stesso comandante, Pedro de Lerna, per trincerarsi a loro volta in attesa degli eventi.
Nei giorni che seguirono gli scontri si ripeterono e rivelarono che gli Inca avevano migliorato sensibilmente la loro tattica guerresca. Le truppe del Cuzco affrontavano il nemico in squadroni separati e quando uno di questi veniva travolto, un altro subentrava a dargli il cambio, permettendo ai fuggiaschi di ricompattarsi. Gli Spagnoli, con questo sistema, erano costantemente impegnati e non potevano riposarsi ne dare respiro alle loro cavalcature. Solo il massiccio impiego di ausiliari indigeni, ostili agli inca, permise loro, in questo frangente, di ottenere un poco di tregua.

## Morte di Quizu Yupanqui
Quando Pizarro e i suoi disperavano ormai di ottenere la vittoria, Quizu Yupanqui cambiò improvvisamente la sua tattica.
Inspiegabilmente, il sesto giorno dell'assedio, le truppe inca si disposero in assetto di battaglia nel bel mezzo della pianura. Quizu e i suoi capitani, nelle loro ande da combattimento erano orgogliosamente alla testa dello schieramento e sfidavano il nemico a combattere. Dietro di loro, l'intero esercito, diviso in squadroni, attendeva a pié fermo la immancabile carica.
Questa non si fece attendere e le schiere inca furono travolte. I capi, che erano in prima fila, subirono il terribile impatto e vennero quasi tutti uccisi, ma l'esercito dopo un attimo di smarrimento, rinserrò coraggiosamente le file e riuscì a disimpegnarsi in buon ordine riguadagnando compatto la sicurezza delle alture fortificate.
Gli Spagnoli divennero raggianti quando si diffuse la notizia della morte di Quizu Yupanqui. I loro nemici erano ancora lì con tutta la loro potenza, ma, privi del loro prestigioso capo e demoralizzati, avrebbero potuto essere affrontati già l'indomani con buone speranze di successo. La notte passò così, in fiduciosa attesa degli scontri che l'alba avrebbe portato.
Al sorgere del sole, agli occhi dei cittadini di Lima si presentò però uno spettacolo inatteso. Degli Inca non vi era più traccia. Tutto l'esercito composto da diverse decine di migliaia di uomini si era dileguato nella notte senza che nessuno se ne accorgesse.
Gli Inca, privi della tenacia di Quizu Yupanqui avevano abbandonato il progetto di conquistare la città di Lima ed erano rientrati nelle loro montagne in attesa di nuove disposizioni.
Esistono diverse versioni circa la morte di Quizu Yupanqui. Guaman Poma de Ayala ritiene che venne ucciso da un capitano spagnolo di nome Dávalos de Ayala, nella località di Ate. Martín de Murúa sostiene che venne ferito ad un ginocchio da un colpo di archibugio, nella battaglia di Lima e che morì, in seguito alla ferita, in Chinchaykocha dove si era ritirato. Altri documenti ufficiali, quali ad esempio la Probanza de Pero Martin de Sicilia, controfirmata da autorevoli testimoni presenti all'assedio, dichiarano espressamente che Quizu Yupanqui cadde nella mischia che caratterizzò l'ultimo combattimento davanti alla città assediata.